# گربیا (شیلی)
گربیا (به اسپانیایی: Gorbea) یک شهرستان در شیلی است که در استان کاتین واقع شده‌است. گربیا ۶۹۴٫۵ کیلومتر مربع مساحت و ۱۳٬۹۹۰ نفر جمعیت دارد و ۸۰ متر بالاتر از سطح دریا واقع شده‌است.